# Vila Capivari

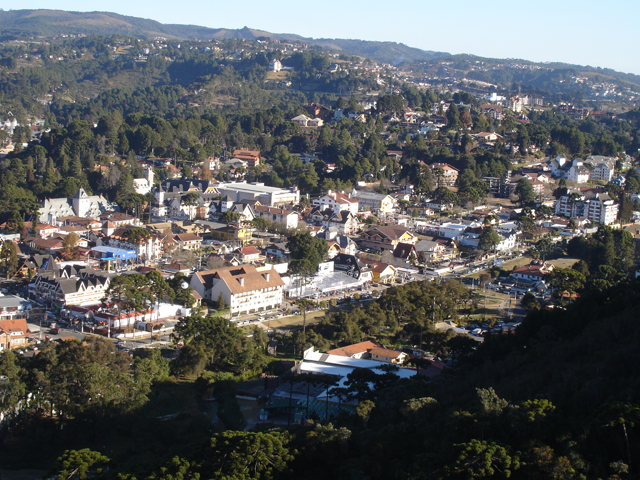
Vista do bairro, um centro turístico da "Suíça Brasileira".

Vila Capivari é um bairro nobre da cidade brasileira de Campos do Jordão, SP. Localizado na região central jordanense é um dos principais destinos turísticos do município. 
Apresenta bares, praças, restaurantes, lojas especializadas em malhas, chocolates, artesanato e souvenirs, e hotéis. A maioria de suas construções são baseadas na arquitetura européia. O centro do bairro concentra grande parte da vida noturna. 
Nele situa-se também o teleférico do Morro do Elefante, localizado no Parque de Capivari, que leva os turistas a 1800 metros de altitude. Do cume é possível  tem uma visão panorâmica e privilegia. Há também o Bondinho Urbano que percorre as vilas jordanenses de Capivari, Jaguaribe e Abernéssia, além da Estrada de Ferro de Campos do Jordão liga Campos à  Pindamonhangaba, passando por Santo Antônio do Pinhal e a Serra da Mantiqueira.
|                        |                              |                     |                  |
|                        |                              |                     |                  |
| Arquitetura do bairro. | Vista das mansões do bairro. | Centro de Capivari. | Hotel da região. |